# Zygobolboides
Zygobolboides is een geslacht van uitgestorven kreeftachtigen uit de klasse van de Ostracoda (mosselkreeftjes).

## Soorten
- Zygobolboides calvini Spivey, 1939 †
- Zygobolboides changollaensis Pribyl, 1984 †
- Zygobolboides grafensis Spivey, 1939 †
- Zygobolboides iowensis Spivey, 1939 †
- Zygobolboides thomasi Spivey, 1939 †
- Zygobolboides tuctapariensis Pribyl, 1984 †